# Toomas Sildmäe

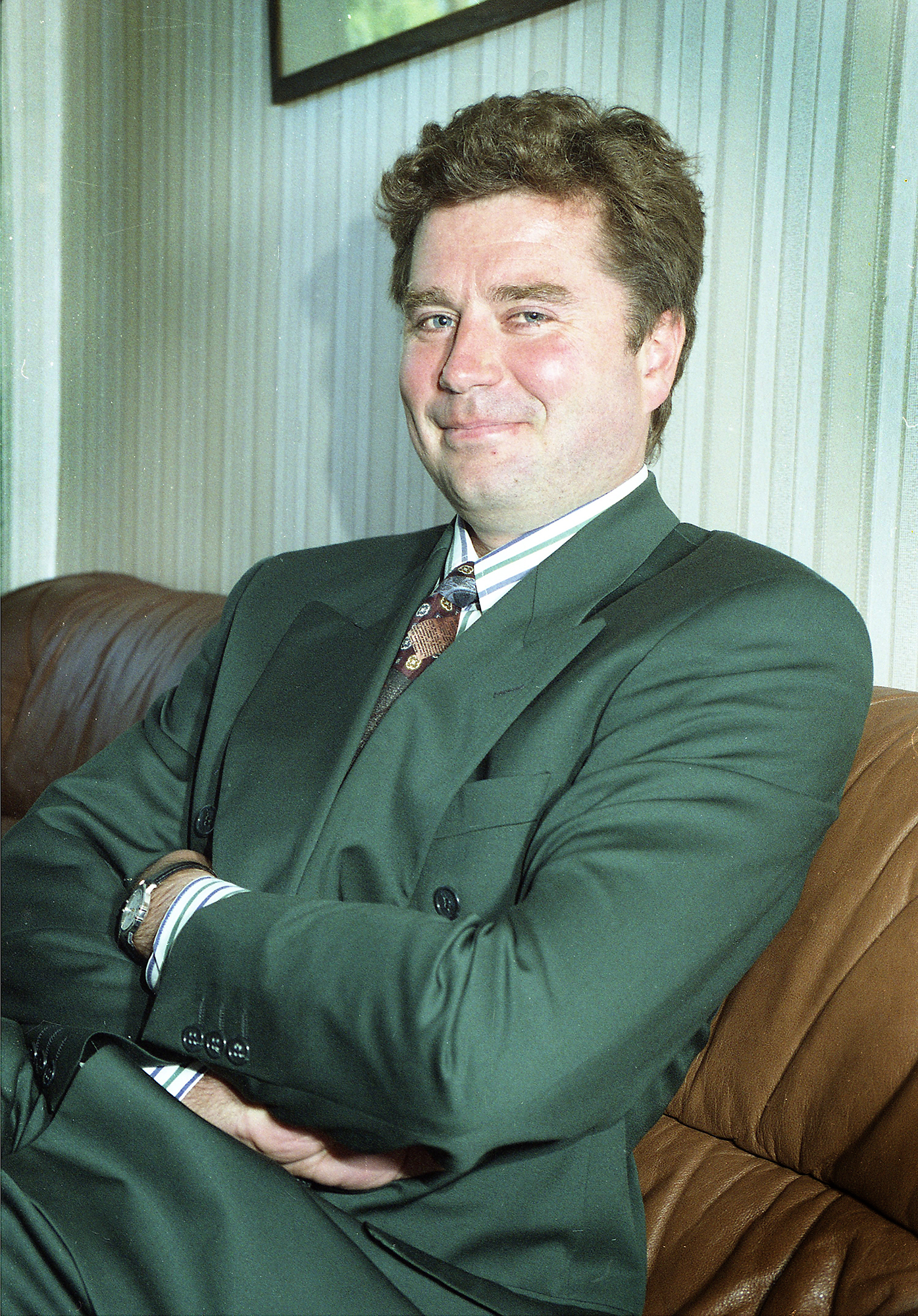
Toomas Sildmäe (1993)

Toomas Sildmäe (* 21. Februar 1959 in Võru) ist estnischer Unternehmer und Politiker. Von Februar 1993 bis Januar 1994 war Sildmäe Wirtschaftsminister der Republik Estland in der ersten Koalitionsregierung von Ministerpräsident Mart Laar. Er gehört der konservativen Partei „Vaterland“ (Isamaa) an.

## Leben und Unternehmertum
Toomas Sildmäe wurde im südestnischen Võru geboren. Seine Eltern waren der Jurist und Wirtschaftshistoriker Ilo Sildmäe (geb. Sillenberg, 1922–1991) und dessen Ehefrau, die Skifahrerin und Sportpädagogin Helga Sildmäe (geb. Kaljumäe, 1927–1996).
Er schloss 1976 die Schule in Tartu ab, am heutigen Miina Härma Gümnaasium. 1980 machte er seinen Abschluss an der Wirtschaftswissenschaftlichen Fakultät der Staatlichen Universität Tartu.
1989, noch vor Wiedererlangung der estnischen Unabhängigkeit von der Sowjetunion, als im Zeichen von Glasnost und Perestroika erste marktwirtschaftlichen Reformen stattfdanden, wurde Toomas Sildmäe geschäftsführender Direktor der Finest Hotel Group. Vom 5. Februar 1993 bis zum 11. Januar 1994 war Sildmäe estnischer Wirtschaftsminister in der Koalitionsregierung seines Parteifreundes Mart Laar.
Toomas Sildmäe ist bis heute einer der aktivsten Unternehmer und Investoren Estlands. Er ist (Mit-)Eigentümer an zahlreichen Firmen, Hotels und Immobilien. Daneben ist er in der Wirtschaftsberatung und mit Investments aktiv.

## Rennsport
Seit dem Ende der 1980er Jahre wurde Sildmäe auch als Motorsportler bekannt. Große Erfolge feierte er besonders mit dem estnischen Rallye-Fahrer Margus Murakas (* 1964). Von 1993 bis 2009 war Sildmäe Präsident des Estnischen Autosportverbands (Eesti Autospordiliit). Nach einem Unfall während einer Trunkensheitsfahrt mit seinem Maserati in der Tallinner Innenstadt Anfang Mai 2009 musste er von als Präsident zurücktreten, blieb aber bis 2012 Mitglied des Vorstands. Die Tat passierte am Vorabend des Besuchs des spanischen Königspaares in Tallinn; Sildmäe trat anschließend auch von seinem Amt als spanischer Honorarkonsul in Estland zurück, das er seit 1999 innehatte.

## Privatleben
Toomas Sildmäe war in erster Ehe mit der Psychotherapeutin Katrin Saali Saul (* 1970) verheiratet. Sie ist die Tochter des kommunistischen Politikers Bruno Saul (1932–2022), der von 1984 bis 1988 Vorsitzender des Ministerrats der Estnischen SSR war.
In zweiter Ehe war er mit Ülle Kaldvee (* 1958) verheiratet. 2017 trennte sich das Paar-